# الرانح (مدينة حجة)

تعديل مصدري - تعديل

الرانح هي إحدى قرى عزلة قدم بمديرية مدينة حجة التابعة لمحافظة حجة، بلغ تعداد سكانها 0 نسمة حسب تعداد اليمن لعام 2004.